# Waspada
Waspada (P 02) – brunejski kuter rakietowy z lat 70. XX wieku, jedna z trzech zamówionych w Singapurze jednostek typu Waspada. Okręt został zwodowany 3 sierpnia 1977 roku w stoczni Vosper Thornycroft w Singapurze, a do służby w Królewskiej Marynarce Wojennej Brunei wszedł w sierpniu 1978 roku. Jednostkę wycofano ze składu floty w kwietniu 2011 roku i została sprzedana Indonezji, gdzie służy pod nazwą „Salawaku” (stan na 2019 rok).

## Projekt i budowa
„Waspada”, wraz z dwoma bliźniaczymi jednostkami „Pejuang” i „Seteria”, został zamówiony przez rząd Brunei w stoczni Vosper Thornycroft w Singapurze. Okręty posiadały spawany stalowy kadłub i wykonaną z aluminium nadbudówkę. Budowę okrętu rozpoczęto w 1976 roku i został zwodowany 3 sierpnia 1977 roku.

## Dane taktyczno-techniczne
Okręt jest niewielkim kutrem rakietowym, przystosowanym do pełnienia funkcji patrolowej. Długość całkowita wynosi 36,9 metra, szerokość 7,2 metra i zanurzenie 1,8 metra. Wyporność pełna wynosi 150 ton. Okręt napędzany jest przez dwa silniki wysokoprężne MTU 20V538 TB91 o łącznej mocy 9000 KM, poruszające poprzez wały napędowe dwoma śrubami. Maksymalna prędkość jednostki wynosi 32 węzły. Okręt zabiera 16 ton paliwa, co pozwala osiągnąć zasięg wynoszący 1200 Mm przy prędkości 14 węzłów.
Jednostka posiada zakryty mostek i pomieszczenia ćwiczeniowe, różniąc się tym od bliźniaczych jednostek.
Uzbrojenie artyleryjskie jednostki składa się z dziobowego podwójnego stanowiska działek przeciwlotniczych Oerlikon GCM-B01 kal. 30 mm. Kąt podniesienia lufy wynosi 85°, waga naboju 1 kg, donośność 10 000 metrów, a teoretyczna szybkostrzelność 650 strz./min. Prócz tego okręt wyposażony jest w dwa pojedyncze karabiny maszynowe kal. 7,62 mm. Na rufie umieszczono dwie pojedyncze wyrzutnie przeciwokrętowych pocisków rakietowych MM38 Exocet. Wyposażenie radioelektroniczne obejmuje radar nawigacyjny Decca TM 1229, system kierowania ogniem z komputerem Sperry 1412A oraz system rakietowy Sea Archer. Okręt posiada też dwie wyrzutnie flar MoD(N) kal. 51 mm.
Załoga okrętu składa się z 4 oficerów oraz 20 podoficerów i marynarzy.

## Służba
Uroczyste wcielenie okrętu do służby w Królewskiej Marynarce Wojennej Brunei nastąpiło 2 sierpnia 1978 roku. Jednostka otrzymała numer burtowy P 02. W połowie lat 80. XX wieku planowano modernizację, zakładającą m.in. przedłużenie jednostki o 2 metry, jednak nie doszła ona do skutku. W 1988 roku wymieniono system kierowania ogniem na nowszy, a w latach 1998–2000 zamontowano nowy radar nawigacyjny Kelvin Hughes 1007 i radar artyleryjski Radamec 2500. Jednostka została skreślona z listy floty w kwietniu 2011 roku i następnie sprzedana Indonezji, gdzie służy w marynarce wojennej pod nazwą „Salawaku”, oznaczona numerem burtowym 841 (stan na 2019 rok).